# I Get It In (сингл 50 Cent)
«I Get It In» — сингл американського репера 50 Cent, який спочатку видали другим офіційним окремком з його четвертого студійного альбому Before I Self Destruct. Натомість пізніше ним став Do You Think About Me.
Незведену версію оприлюднив Funkmaster Flex з Hot 97 5 січня 2009. Зведену версію спершу опублікували 12 січня, проте з невідомих причин дату релізу відклали до 15 січня. В музичних онлайн-крамницях сингл з'явився 10 лютого, через тиждень після виходу «Crack a Bottle».

## Список пісень
Цифровий сингл
| #  | Назва                         | Автор                                    | Продюсер(и)           | Тривалість |
| -- | ----------------------------- | ---------------------------------------- | --------------------- | ---------- |
| 1. | «I Get It In» (album version) | К. Джексон, А. Янґ, М. Бетсон, Д. Паркер | Dr. Dre, Давон Паркер | 3:21       |

## Чартові позиції
Сингл посів 43-тю сходинку чарту Billboard Hot R&B/Hip-Hop Songs (дебют: 64-те місце), 16-ту позицію Hot Rap Tracks, 33-тю у Billboard Rhythmic Top 40, 29-тю Billboard Mainstream R&B/Hip-Hop.
| Чарт (2009)                             | Найвища позиція |
| --------------------------------------- | --------------- |
| Велика Британія (UK Singles Chart)      | 75              |
| Канада (Canadian Hot 100)               | 52              |
| США (Billboard Hot 100)                 | 53              |
| США (Hot R&B/Hip-Hop Songs) (Billboard) | 43              |
| США (Pop 100) (Billboard)               | 56              |